# María Galiana
María Galiana Medina (Sevilha, 31 de maio de 1935) é uma atriz espanhola. Em 2000, ganhou o Prêmio Goya de melhor atriz coadjuvante pelo seu papel no filme Solas.